# Заслужений артист Росії
Заслужений артист Росії — широковживаний термін для звань:
- Заслужений артист РСФРР-РРФСР (з 1931 по 1992)
- Заслужений артист Російської Федерації (з 1992 і дотепер)

## Заслужений артист РСФСР
Заслужений артист РСФСР — державна нагорода РРФСР, почесне звання, яке присвоювалось Президією Верховної Ради РСФСР і є однією з форм визнання державою і суспільством заслуг громадян, що відзначились. Засновано 10 серпня 1931 року.
Званням «Заслужений артист РРФСР» в свій час нагороджувались широко відомі в СРСР артисти, композитори, музиканти-інструменталісти, артисти цирку і розмовного жанру, відомі виконавці класичної, естрадної і джазової музики з РСФСР і союзних республік.
Наступним ступенем визнання було присвоєння звань «Народний артист РСФСР», потім «Народний артист СРСР».

## Заслужений артист Російської Федерації
Почесне звання «Заслужений артист Російської Федерації» присвоюється високопрофесійним артистам, режисерам, балетмейстерам, диригентам, хормейстерам, музичним виконавцям, які створили високохудожні образи, вистави, кінофільми, телеспектаклі, телефільми, циркові, концертні, естрадні, музичні програми, телевізійні та радіотвори, музичний супровід для міжнародних форумів таких, як олімпійські ігри, фестивалі тощо, які одержали суспільне визнання, і успішно працюють в галузі мистецтва 10 і більше років.